# Магдалинівська селищна територіальна громада
Магдалинівська селищна територіальна громада — територіальна громада в Україні, в Самарівському районі Дніпропетровської області, з адміністративним центром у селищі Магдалинівка.

## Загальна інформація
Площа території громади — 836,31 км², чисельність населення — 20 962 особи, них: сільське — 14 762 (1.01.2020 р.).

## Населені пункти
До складу громади увійшли селище Магдалинівка та села Веселий Гай, Виноградівка, Водяне, Грабки, Деконка, Дубравка, Дудківка, Євдокіївка, Жданівка, Запоріжжя, Казначеївка, Калинівка, Кільчень, Котовка, Крамарка, Любомирівка, Малоандріївка, Мар'ївка, Новоіванівка, Новопетрівка, Олександрівка, Оленівка, Олянівка, Очеретувате, Поливанівка, Почино-Софіївка, Січкарівка, Степанівка, Тарасівка, Тарасівка, Тарасівка, Топчине, Трудолюбівка, Шевське і Шевченківка.

## Історія
Створена у 2019 році шляхом об'єднання Магдалинівської селищної та Жданівської, Казначеївської, Котовської, Мар'ївської, Новопетрівської, Олександрівської, Оленівської, Очеретуватської, Першотравенської, Поливанівської, Почино-Софіївської і Шевченківської сільських рад Магдалинівського району Дніпропетровської області.
Відповідно до розпорядження Кабінету Міністрів України № 709-р від 12 червня 2020 року «Про визначення адміністративних центрів та затвердження територій територіальних громад Дніпропетровської області», до складу громади було включено територію та населені пункти Топчинської сільської ради Магдалинівського району Дніпропетровської області.
Відповідно до постанови Верховної Ради України № 807-IX від 17 липня 2020 року «Про утворення та ліквідацію районів», громада увійшла до складу новоствореного Новомосковського (Самарівського) району Дніпропетровської області.